# Seguro de despesas legais
O seguro de proteção legal (LPI), também conhecido como seguro de despesas legais (LEI) ou simplesmente seguro legal, é uma classe particular de seguro que facilita o acesso à lei e à justiça, fornecendo aconselhamento jurídico e cobrindo os custos legais de uma disputa, independentemente de o caso é movido pelo ou contra o tomador do seguro. Dependendo das regras nacionais, as seguradoras de proteção legal também podem representar o tomador do seguro extrajudicialmente ou mesmo judicialmente.

## História
O seguro de proteção legal tem uma história de 100 anos. O conceito surgiu em 1911, quando os membros do ' Automobile Club de l'Ouest' foram oferecidos vários serviços adicionais, entre os quais proteção em caso de multas ou disputas em tribunais de polícia. Essa proteção legal básica foi então estendida aos acidentes de trânsito e deu origem à primeira apólice de seguro de proteção legal na França oferecida pela ' La Défense Automobile et Sportive (DAS) ' que foi fundada em 1917. A ' La Défense Automobile et Sportive (DAS) ' oferecia serviços jurídicos e cobertura de despesas para processos judiciais a motoristas e atletas.
Em 1928, um clube de automobilismo na Alemanha chamado ' Deutsche Automobil Schutz' (DAS) aumentou as contribuições dos membros para criar um pool semelhante para pagar a defesa de seus membros acusados de infrações relacionadas ao trânsito. O público em geral perguntou então sobre a adesão ao esquema. Foi então que a ideia de um seguro acessível ao público em geral se firmou. Atualmente, a DAS Alemanha ainda é a maior seguradora de proteção legal do mundo, seguida pela ARAG, outra seguradora alemã. O seguro de proteção legal está hoje bem estabelecido na Europa e vem se desenvolvendo além. Só o mercado alemão tem 36% de participação de mercado mundial, seguido pela França com 12%. O mercado europeu representa mais de 80% do mercado global de seguros de proteção legal.

## Finalidade e âmbito
As seguradoras de proteção legal cobrem os custos (por exemplo, honorários advocatícios e despesas de um advogado) incorridos em caso de um problema legal imprevisto. Esses custos geralmente incluem honorários advocatícios e judiciais, despesas com testemunhas, custos de tradução ou honorários de especialistas. Dependendo da legislação nacional, as seguradoras de proteção jurídica também prestam serviços jurídicos e representam os segurados extrajudicial ou judicialmente. O segurado geralmente está protegido para disputas em diversas áreas do direito, como direito contratual, trabalhista, consumidor e família. O prêmio geralmente é pago anualmente.
A extensão da cobertura depende do tipo de contrato e é definida nos termos e condições da apólice. Quando a apólice é vendida como parte de um pacote de seguro residencial, automóvel ou de viagem (ou seja, apólice complementar), ela cobre apenas disputas estritamente relacionadas à finalidade da cobertura principal (por exemplo, reclamações relacionadas à casa, como disputas com vizinhos ou disputas relacionadas a carros no caso de um seguro de protecção jurídica automóvel). Quando o seguro de proteção legal é adquirido como um produto de seguro separado e independente (cobertura autônoma), a gama de serviços prestados, a extensão e o escopo da cobertura são muito maiores. Às vezes, o seguro de proteção legal é oferecido como benefício aos membros de um sindicato ou associação.
Na União Europeia, regras precisas regem o seguro de proteção legal e definem explicitamente como as seguradoras devem organizar seus negócios e gerenciar sinistros. Estas regras estão incluídas na Diretiva Solvência II (artigos 198.º - 205.º). As classes de seguros não vida constam do Anexo II da Diretiva Solvência II.
O seguro de proteção legal não deve ser confundido com a cobertura frequentemente incluída em um seguro de responsabilidade civil. A cobertura de responsabilidade civil destina-se a proteger o tomador do seguro contra perdas resultantes de atos ou omissões negligentes e que resultem em danos a outrem, aos seus bens ou interesses. Portanto, o principal escopo do seguro de responsabilidade civil contra terceiros é proteger os outros das consequências das más ações do segurado. Em outras palavras, o seguro de responsabilidade civil reembolsa os danos da outra parte que foram causados por um ato negligente do segurado. Não intervém para proteger os bens e interesses do tomador do seguro, salvo contra a responsabilização pelos danos causados à outra parte. Também fornecerá representação legal e pagará os custos de defesa do segurado se o segurado for processado como resultado de estar envolvido em um acidente, porque perder a reivindicação de responsabilidade seria prejudicial para o segurador de responsabilidade, pois ele teria que arcar com as consequências financeiras. A seguradora de responsabilidade civil, no entanto, não auxilia o segurado a buscar justiça como autor no caso de ter sofrido um dano.